# Близна Доня
Близна Доня (хорв. Blizna Donja) — населений пункт у Хорватії, у Сплітсько-Далматинській жупанії у складі громади Марина.

## Населення
Населення за даними перепису 2011 року становило 258 осіб.
Динаміка чисельності населення поселення:

## Клімат
Середня річна температура становить 13,14 °C, середня максимальна – 26,90 °C, а середня мінімальна – 0,41 °C. Середня річна кількість опадів – 790 мм.
| Клімат поселення                              | Клімат поселення | Клімат поселення | Клімат поселення | Клімат поселення | Клімат поселення | Клімат поселення | Клімат поселення | Клімат поселення | Клімат поселення | Клімат поселення | Клімат поселення | Клімат поселення | Клімат поселення |
| Показник                                      | Січ.             | Лют.             | Бер.             | Квіт.            | Трав.            | Черв.            | Лип.             | Серп.            | Вер.             | Жовт.            | Лист.            | Груд.            |                  |
| Середній максимум, °C                         | 9,12             | 9,15             | 11,89            | 15,56            | 20,60            | 24,41            | 26,90            | 26,67            | 22,00            | 17,55            | 12,39            | 9,73             |                  |
| Середня температура, °C                       | 4,76             | 4,80             | 7,54             | 11,20            | 16,24            | 20,05            | 23,20            | 22,97            | 18,33            | 13,84            | 8,71             | 6,03             |                  |
| Середній мінімум, °C                          | 0,41             | 0,43             | 3,19             | 6,84             | 11,87            | 15,70            | 19,51            | 19,30            | 14,63            | 10,16            | 5,03             | 2,36             |                  |
| Норма опадів, мм                              | 68               | 60               | 65               | 68               | 55               | 53               | 32               | 46               | 73               | 84               | 101              | 85               |                  |
| Середньомісячна швидкість вітру, м/с          | 3.20             | 3.38             | 3.40             | 3.24             | 2.86             | 2.56             | 2.57             | 2.47             | 2.78             | 2.96             | 3.54             | 3.54             |                  |
| Середньомісячна сонячна радіація, кДж/м²·день | 5517             | 8262             | 11926            | 16408            | 20314            | 22850            | 24416            | 21439            | 16053            | 10502            | 5916             | 4648             |                  |
| --------------------------------------------- | ---------------- | ---------------- | ---------------- | ---------------- | ---------------- | ---------------- | ---------------- | ---------------- | ---------------- | ---------------- | ---------------- | ---------------- | ---------------- |
| Джерело:                                      |                  |                  |                  |                  |                  |                  |                  |                  |                  |                  |                  |                  |                  |